# Jamjamāl
Jamjamāl (arabiska: چمچمال, kurdiska: Chemchemał, arabiska: جمجمال, kurdiska: چەمچەماڵ) är en distriktshuvudort i Irak.   Den ligger i distriktet Chamchamal District och provinsen Sulaymaniyya, i den norra delen av landet, 250 km norr om huvudstaden Bagdad. Jamjamāl ligger 705 meter över havet och antalet invånare är 75 634.
Terrängen runt Jamjamāl är platt åt nordost, men åt sydväst är den kuperad. Runt Jamjamāl är det ganska tätbefolkat, med 70 invånare per kvadratkilometer. Det finns inga andra samhällen i närheten. Omgivningarna runt Jamjamāl är i huvudsak ett öppet busklandskap.